# Сельское поселение «Село Гаврики»
Сельское поселение «Село Гаврики» — муниципальное образование в составе Мещовского района Калужской области России.
Центр — село Гаврики.

## История
Статус и границы сельского поселения установлены Законом Калужской области № 354-ОЗ от 4 октября 2004 года «Об установлении границ муниципальных образований, расположенных на территории административно-территориальных единиц „Барятинский район“, „Куйбышевский район“, „Людиновский район“, „Мещовский район“, „Спас-Деменский район“, „Ульяновский район“ и наделении их статусом городского поселения, сельского поселения, муниципального района».

## Население
| 2010 | 2012 | 2013 | 2014 | 2015 | 2016 | 2017 |
| ---- | ---- | ---- | ---- | ---- | ---- | ---- |
| 948  | ↗975 | ↗987 | ↘981 | ↘967 | ↗970 | ↘935 |
| 2018 | 2019 | 2020 | 2021 |      |      |      |
| ↘888 | ↘846 | ↘818 | ↘712 |      |      |      |

## Состав
В поселение входят 28 населённых мест:
- село Гаврики
- деревня Александровка
- село Беклемищево
- деревня Большое Алешино
- село Городец
- деревня Житное
- деревня Изборово
- деревня Изьялово
- деревня Ильинка
- деревня Ломтево
- деревня Малое Алешино
- деревня Матчино
- деревня Маяк
- деревня Медведки
- деревня Новоселки
- деревня Парашенка
- село Петрушино
- село Подкопаево
- деревня Поливаново
- деревня Савинки
- село Силино
- деревня Синий Колодезь
- деревня Тюфинь
- деревня Филинка
- деревня Фоминская Дача
- село Хламово
- село Шевелевка
- село Шеметовое